# Казанський Микола Миколайович
Мико́ла Микола́йович Каза́нський (нар. 3 (15) листопада 1858, Углич — 20 серпня 1914, Київ) — російський архітектор.

## Життєпис
Микола Казанський народився 15 листопада (за старим стилем — 3 листопада) 1858 року в російському місті Угличі, в родині священика. У 1875 році Микола Казанський вступив до Московського училища живопису, ваяння та архітектури. Після закінчення курсу наук він підготував дипломний проект «Театру, що не згорає», за який у 1883 році отримав срібну медаль училища. Після закінчення училища деякий час працював у будівельному відділенні при Московській міській управі. У 1887 році вступає до Імператорської академії мистецтв у Санкт-Петербурзі. У 1889 році його проєкт «Сільської церкві з будинком для причта та школи» приносить йому велику срібну медаль Академії та звання «класного художника III-го ступеня».
У 1890 році Микола Казанський переїжджає до Києва. Тут у 1892 році він купує садибу з двоповерховим будинком на Подолі (вулиця Сагайдачного, 1; наразі втрачено) та одружується з Зінаїдою Юхимівною Капник — онукою іншого київського архітектора, військового інженера Івана Антонова. Деякий час був експертом з оцінки нерухомості у Київському кредитовому товаристві.
У 1896–1902 роках Микола Казанський обіймав посаду члена Київської міської управи, відповідального за будівну справу (може бути порівняна з сучасним статусом головного архітектора міста), йому були підпорядковані міські архітектори. Успішно виконував свої обов'язки в період інвестиційного буму кінця XIX — початку XX сторіч, протягом якого сам також звів низку будівель у дусі «київського ренесансу» та «російського стилю». Як представник муніципальної влади брав участь у зведенні Міського театру (тепер Національна опера України ім. Т.Г.Шевченка).
Переважну частину доробку М. М. Казанського становлять прибуткові будинки.
Помер Микола Казанський 20 серпня 1914 року, похований на Байковому кладовищі у Києві.

## Будинки, зведені Казанським

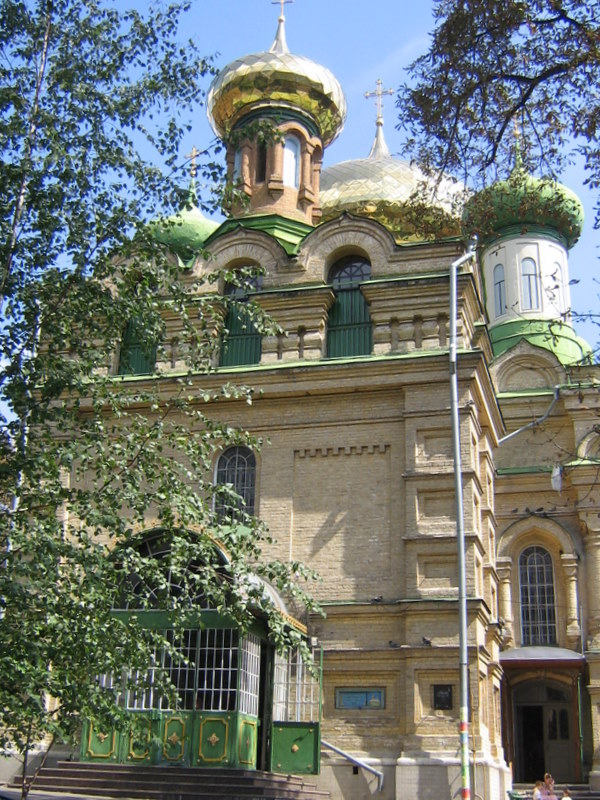
Церква Покрова Пресвятої Богородиці

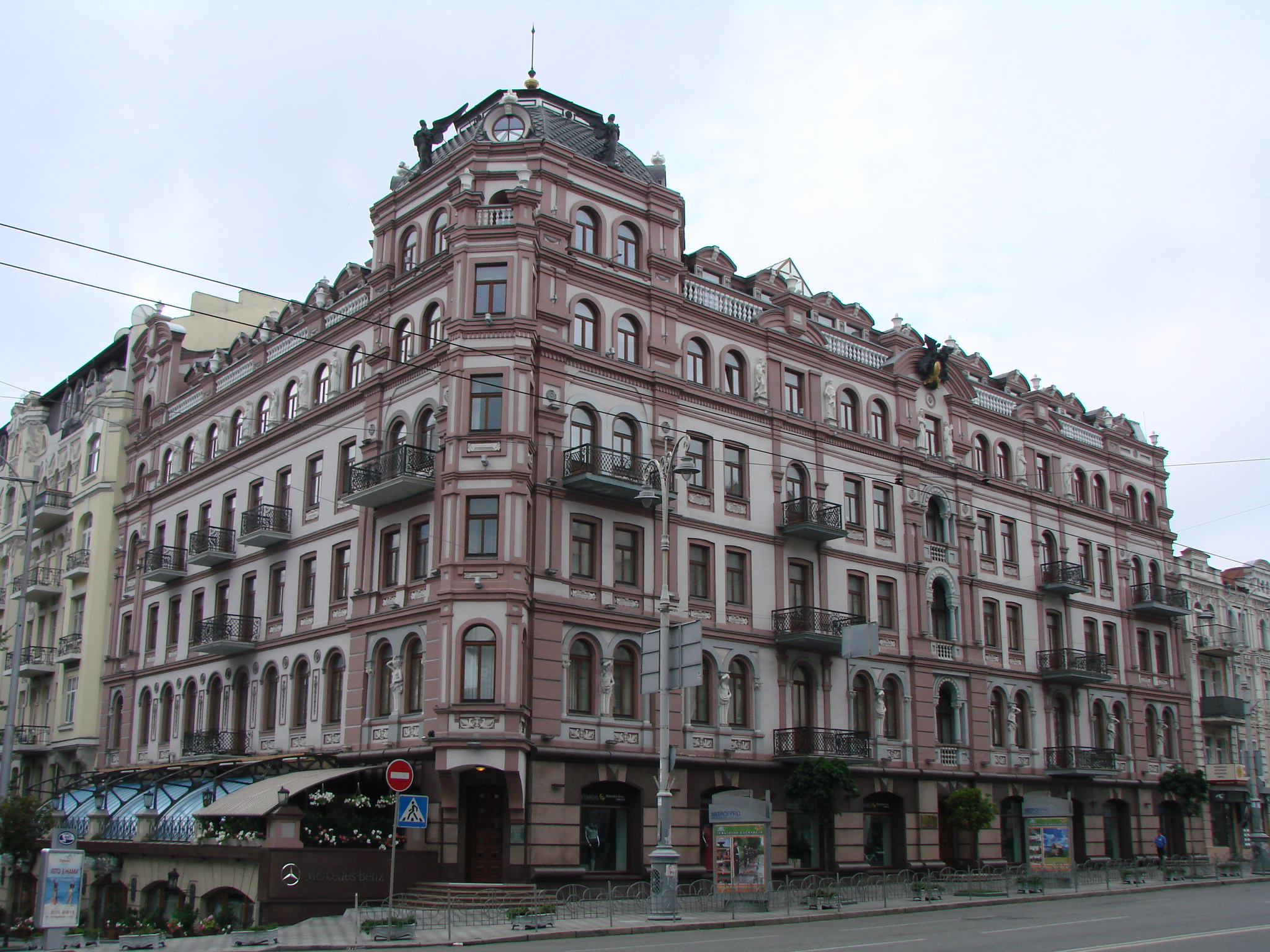
Вул. Велика Васильківська, 15

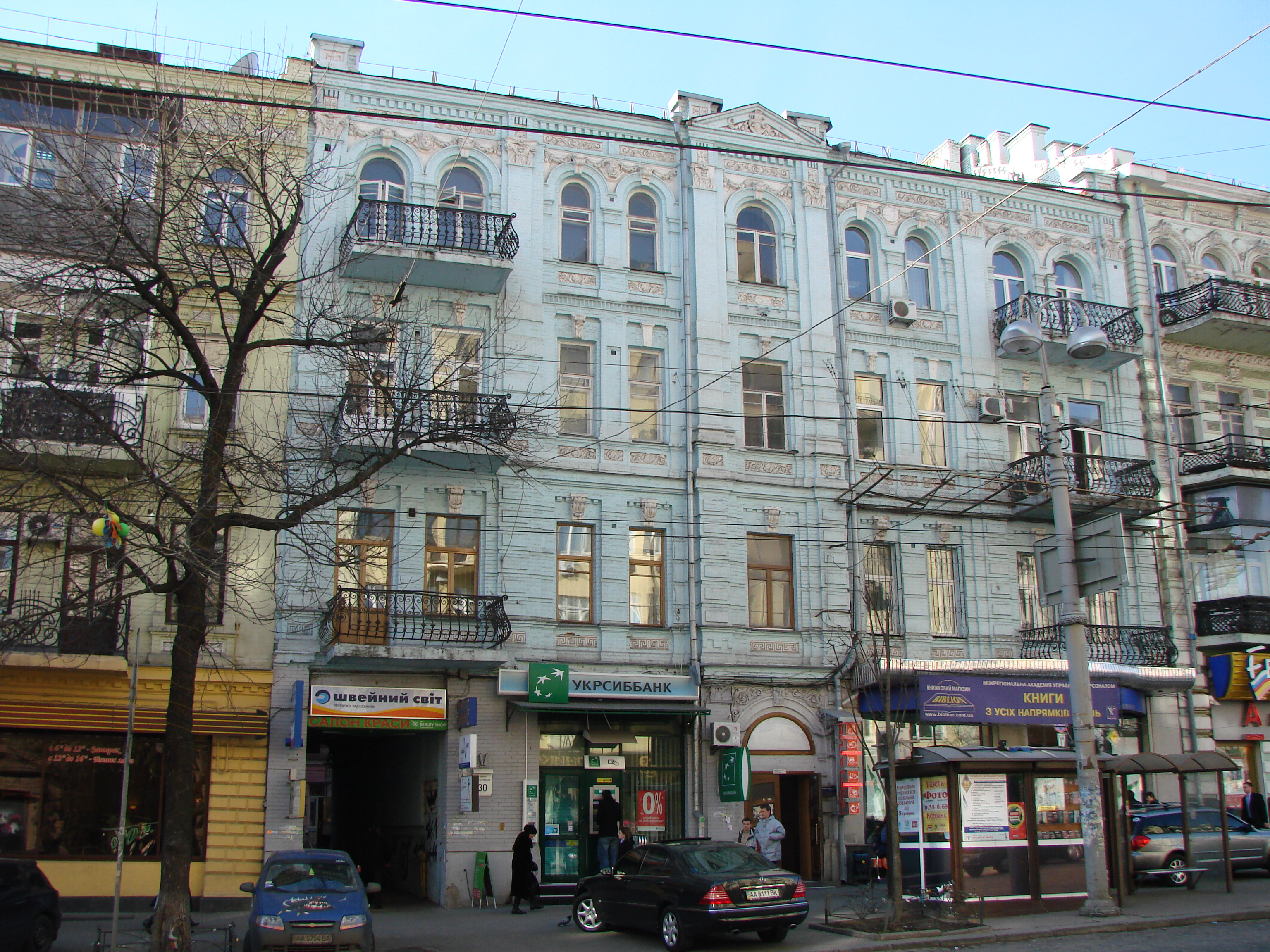
Вул. Велика Васильківська, 30

- Будинок Київського художнього училища (вул. Бульварно-Кудрявська, 2)
- «Будинок працьовитості» — доброчинний заклад, де малозабезпеченим киянам надавався притулок і робота (вул. Гоголівська, 39)
- Корпус пивоварного підприємства Ріхерта (вул. Кирилівська, 35)
- Церква Покрова Пресвятої Богородиці (вул. Мостицька, 2а — за проектом Є. Ф. Єрмакова)
- Церква Успіння Пресвятої Богородиці (вул. Почайнинська, 28)
- Церква Апостолів Петра і Павла на Куренівці (не збереглася).
- Дім Слов'янського (вул. Хрещатик, 1/2; втрачено)
- Двоповерховий житловий будинок, який належав причту Софійського собору (вул. Велика Житомирська, 15/1)
- Корпус місцевої Ремісничої управи (вул. Ірининська, 4)
- Садиба повітового дворянського училища (вул. Костянтинівська, № 9/6)
- Прибутковий будинок купця Ф. Лакерді (Андріївський узвіз, 2-А)
- Прибутковий будинок камер-юнкера Павла Ісаєвіча (вул. Велика Васильківська, 15/2)
- Прибутковий будинок купця Федора Дибенка (вул. Велика Васильківська, 30)
- Житловий будинок (вул. Велика Васильківська — разом з архітектором Я. Вольманом; втрачено)
- Прибутковий будинок дворянки В. Тілль (вул. Велика Житомирська, 13)
- Флігель з магазином купців Левковських (вул. Верхній Вал, 16)
- Прибутковий будинок купця Ф. Безсонова (вул. Верхній Вал, 24)
- Прибутковий будинок купця Я. Новикова (вул. Костянтинівська, 12/8)
- Прибутковий будинок О. Тихонова (пров. Десятинний, 7)
- Прибутковий будинок (вул. Заньковецької, 10/7)
- Прибутковий будинок (вул. Костянтинівська, 19)
- Прибутковий будинок (вул. Мала Житомирська, 18 — зроблено дві прибудови, надбудовано верхні поверхи)
- Прибутковий будинок (вул. Мала Житомирська, 7 — капітальна реконструкція)
- Прибутковий будинок (вул. Мала Житомирська, 8)
- Прибутковий будинок Г. Кутика (вул. Межигірська, 17)
- Прибутковий будинок купця О. Фельдмана (вул. Межигірська, 26/24)
- Садиба купця М. Балабухи (вул. Межигірська, 3/7 — разом з архітектором М. Гарденіним)
- Прибутковий будинок (вул. Михайлівська, 7)
- Прибутковий будинок (вул. Михайлівська, 10 — реконструкція фасаду, надбудова третього поверху)
- Прибутковий будинок С. Томашевського (вул. Паторжинського, 6; втрачено)
- Капітальний флігель з протизсувними фундаментами (вул. Сагайдачного, 1; втрачено)
- Два флігелі із складами (вул. Сагайдачного, 24)
- Прибутковий будинок аптекарського помічника Октавіана Більського (вул. Герцена, 14)
- Прибутковий будинок В. Маслова (вул. Саксаганського, 60, 60-А)
- Прибутковий будинок (вул. Івана Мазепи, 18/29)
- Прибутковий будинок (вул. Стрітенська, 4/13)
- Прибутковий будинок С. Бонацького (вул. Тарасівська, 19 і 19-Б)
- Прибутковий будинок доктора медицини І. Бендерського (вул. Гетьмана Павла Скоропадського, 1)
- Житловий будинок (вул. Хорива, 46)[1]
- Житловий будинок (Вознесенський узвіз, 31)
- Житловий будинок (вул. Ярославська, 28)